# Peștera din Altamira

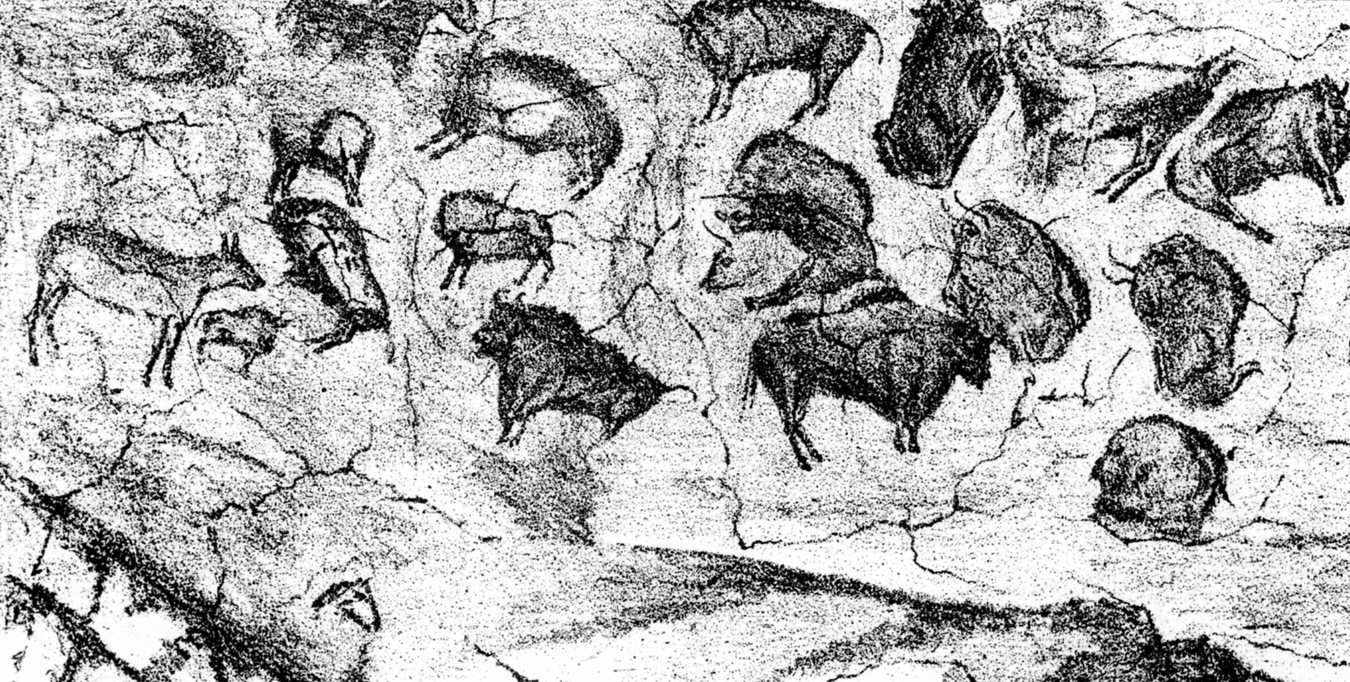
Grota din Altamira

Grota din Altamira se află în apropiere de Santillana del Mar, Cantabria, Spania la 30 km sud-vest de Santander. Peștera a devenit cunoscută prin picturile preistorice de pe pereți, descoperite de un arheolog amator, împreună cu fiica sa în anul 1868. Don Marcelino Sanz de Sautuola, l-a invitat chiar pe regele Alfonso al XII-lea al Spaniei să viziteze peștera care, la fel ca ceilalți vizitatori, nu este convins de vechimea picturilor. Arheologul francez „ Émile Cartailhac” definește picturile ca „mâzgălituri vulgare” care nu merită să fie văzute. Abia peste 23 de ani va fi descoperită valoarea reală a lor prin asemănarea cu picturile descoperite în 1901 în peșterile Font-de-Gaume la Les Eyzies-de-Tayac în Dordogne (Franța).